# Donnenheim
Donnenheim is een gemeente in het Franse departement Bas-Rhin (regio Grand Est) en telt 254 inwoners (2004). De gemeente behoort tot het kanton Brumath en het arrondissement Haguenau-Wissembourg.

## Geografie
De oppervlakte van Donnenheim bedraagt 3,8 km², de bevolkingsdichtheid is 66,8 inwoners per km².
De onderstaande kaart toont de ligging van Donnenheim met de belangrijkste infrastructuur en aangrenzende gemeenten.

## Demografie
Onderstaande figuur toont het verloop van het inwonertal (bron: INSEE-tellingen).